# Deryck Whibley
Deryck Jayson Whibley, född 21 mars 1980 i Scarborough, Ontario, är en kanadensisk
musiker och musikproducent, mest känd som gitarrist, förstasångare, låtskrivare och producent i bandet Sum 41. Whibley går under smeknamnet Bizzy D.

## Biografi
Hans far lämnade honom innan han föddes och han växte upp med sin mor Michelle, som ständigt flyttade under hans uppväxt. Vid elva års ålder kom de till Ajax i Ontario där han tillbringade sina tonår. Kort efter detta skaffade Whibley sin första gitarr. Whibley spelade i ett flertal olika band. Hans första band hette Powerful Young Hustlers och spelade covers på många hiphoplåtar. Sommaren 1996, då han var 16 år startade han Sum 41 tillsammans med Steve Jocz. 
Efter att ha bildat Sum 41 träffade han Greg Nori, frontfigur i bandet Treble Charger på ett lokalt ställe i Ontario.
Utöver Sum 41 är Whibley också producent och manager inom musik. Han var del i Bunk Rock Music där han bland annat producerade Treble Chargers album. Han sjöng också i bakgrunden på albumet Detox. 
I början av 2005 sålde han sin del av företaget.
Just nu[när?] håller han på att producera en EP till sin bandkompis Jason "Cone" McCaslin och hans projekt kallat Operation M.D.  
Förutom det har han producerat Sum 41s album Underclass Hero samt mixar albumet till ett nytt band kallat Permanent Me. Dessutom var han involverad i Avril Lavignes album The Best Damn Thing (2007), där han spelade gitarr och bas, sjöng bakgrundssång och producerade.  
Han var dessutom involverad i skrivandet av de låtar med rock- och punkrock-influenser till exempel Neverstore.
2015 gifte han sig med Ariana Cooper.

## Instrument
Whibley använder en svart anpassad '72 Fender Telecaster Deluxe live med sina välkända röda X: s. Han har också lagt ut en signaturgitarr med Squier, ett sub-varumärke till Fender. Signaturen Squier kommer i svart och Olympic White, och har en humbucker pickup i bryggläge, vilket är en Seymour Duncan Designed HB-102. Det har också sin signatur "Deryck" skrivet på spindeldockan. Deryck har använt många Gibson gitarrer som Flying V, Les Paul, SG och en Gibson Marauder, som var hans första gitarr som han fått av sin mor och har använts i några av bandets videor som "Fat Lip" och "In Too Deep". Enligt ett nummer av Rock Sound tidningen använder Deryck också '59 Les Paul Reissues, '52 Telecaster Reissues, Telefunken och Neumann mikrofoner, Plexi 100 watt Marshall Heads, Cabinets och Spectraflex cables. 

## Privatliv
15 juli 2006 gifte han sig i Montecito med sångerskan Avril Lavigne men 17 september 2009 meddelade de att de separerar.